# غردينية مانية
غردينية مانية (الاسم العلمي:Gardenia mannii) هي نوع من النباتات يتبع جنس غردينية من الفصيلة الفوية. سمي هذا النوع نسبةً إلى عالم النبات الألماني غوستاف مان.